# 木更津市立岩根小学校
木更津市立岩根小学校（きさらづしりつ いわねしょうがっこう）は、千葉県木更津市にある市立小学校。
略称は「岩小（いわしょう）」。

## 概要
通称 岩小とも呼ばれている。
航空自衛隊・木更津駐屯地の近隣にある小学校である。

## 沿革
- 1909年
  - 4月3日 - 巌根尋常高等小学校開校
- 1923年
  - 関東大震災により全壊
- 1924年〜1926年
  - ４校舎・講堂新築
- 1941年
  - 国民学校令により、巌根国民学校と改称
- 1942年
  - 市制施行により、木更津市立巌根国民小学校と改称
- 1947年
  - 学制改革により千葉県木更津市立巌根小学校と改称
- 1960年
  - 給食室新築　完全給食実施
- 1965年
  - 特殊学級1学級開設、体育館新築
- 1966年
  - 第一防音校舎改築
- 1967年
  - プール建設、第二防音校舎改築
- 1971年
  - 木更津市立高柳小学校新設・分離、プレハブ校舎撤去
- 1978年
  - 第三防音校舎（6教室）増築
- 1981年
  - 体育館防音改築施工
- 1989年
  - 開校80周年記念事業
- 2003年
  - ビオトープ設置
- 2007年
  - 中校舎耐震補強及び改修、百周年記念事業実行委員会発足
- 2008年
  - 北校舎耐震補強及び改修
- 2009年
  - 百周年記念式典、記念碑設立、記念誌発行
- 2012年
  - 北校舎1階トイレ改修
- 2013年
  - 全日本書写書道教育研究会開催[2]
- 2020年
  - 開校110周年記念　屋上アートを描く。

## 学区
- 岩根
- 西岩根
- 高柳 [一部エリア]
- 万石[一部エリア]
- 久津間
- 江川
- 中里 [一部エリア]
- 中里二丁目

## 進学先中学校
- 木更津市立岩根西中学校

例外として、木更津市立岩根中学校や木更津市立木更津第三中学校となる場合がある。

## 学校周辺
- 桃園公園
- 巌根郵便局
- 巌根駅
- 木更津駐屯地
- 岩根西中学校

## 交通
JR東日本内房線・巌根駅より徒歩約10分

## 著名な出身者
- 山下輝（野球選手）